# 佐野新世
佐野 新世（さの しんよ、1976年12月10日 - ）は、日本のオートバイのレーシングライダー、スタントライダー。東京都出身。
所属事務所は特に固定されていない。身長168cm。体重60kg。血液型A型。射手座。
世界各国でスーパーモタードで活躍する傍ら、映画やビデオ、自動車・オートバイメーカーのプロモーションのスタント・吹き替えライダー、オートバイ雑誌でのインプレッション・ライターも行なっているマルチライダー。会社経営、イベント開催も行う。
エクストリームスタントバイクでの活動はshinyoという名。スーパーモタード創成期から常にトップカテゴリーに出場している数少ないライダーである。
二輪以外のモータースポーツでも活動し、カートも四輪も好きである。
ル・マンの出場を目標に、2013年から4輪へ転向した。
2016年の熊本地震の被災を受け、南阿蘇かえる募金発足と代表を務める。

## 略歴
- 1997年 ドゥカティなどでロードレースやレースにデビューをする。国内のロードレースなどでも活躍する。
- 1998年 オートバイショップ、モトアヴァンティを設立。
- 2001年 日本のスーパーモタード発足と同時に、スズキDRZを使用したスーパーモタードライダーとしても活躍。
- 2002年 リッキーズというスタントバイクチームを発足。モタード車によるエクストリームスタントライドを新たなる遊びとして広めていった。
- 2003年 株式会社モト・アヴァンティとなり、代表取締役社長へ。
- 2003年 テレフォニカ・ダカールラリー（通称:パリ・ダカ）にKTM・640RALLYで出場。しかしリビアにて転倒時に後続から来たカミオン（トラック）にオートバイのみ潰されリタイヤした。その時、手持ち6ユーロしか持っておらず、なかなか帰国出来なかったという。
- 2003年 日本のスーパーモタードの選手権MOTO1発足時にKTMで出場。その後のスーパーモタードMOTO1オールスターズ（全日本）に続けて参戦している。もてぎショートサーキット全戦参戦しターミネーターモディファイトクラスで年間チャンピオンへ。
- 2004年 渡仏し、ガストン・ライエのもと、スーパーモタード・フランス選手権に日本人初出場。この時からスポット参戦を繰り返し続けている。
- 2007年 日本人で初めてのスーパーモタード・フランス選手権のプレステージ650クラスへ予選通過。トヨタi-REALのプロモーションムービーのスタントを担当した。
- 2008年 ヤマハWR250Xのプロモーションムービー、カタログのイメージライダーを行っている。ヤマハの仕事が多く、インド・タイなどでのスーパーモタードのデモンストレーションを行った。
- 2009年 スーパーモタード・フランス選手権、S2-OPENクラスにて2ヒート共に優勝。
- 2010年 BAJA1000 スポーツマン クラス22に3人組で初出場し35時間で完走。スーパーモタード全日本moto1-proランキング12位。
- 2012年 ラリー・モンゴリアにて、4輪を合わせた総合14位、2輪クラス9位、日本人では3位。3人で組んだチームO.M.Gは総合優勝した。
- 2013年 全日本スーパーモタードの出場を休止。4輪への転向を表明。ロードスターワンメイクレースから始める
- 2014年 スーパーFJ、GAZOO Racing 86/BRZ Raceにスポット参戦。ニュルブルクリンク VLNに参戦。
- 2015年 ポルシェ・GT3カップチャレンジ オープンクラス参戦。シリーズチャンピオン。スーパーFJ、オートポリス戦 シリーズランキング2位。アジアンルマンシリーズにCNプロトで出場。ブリーラム（タイ）、セパン（マレーシア）共にエンジントラブルでリタイア。
- 2016年 アジアンルマンシリーズ、ポルシェGT3カップでGTCクラスに出場。富士スピードウェイ、セパンともにクラス優勝。2016-2017アジアンルマンシリーズチャンピオン。ポルシェ・カレラカップ・ジャパン参戦（クラス9位 最高位3位）。
- 2017年 アジアンルマンスプリント シリーズ、ジネッタLMP3でセパン全3戦出場。チームランキング2位、ドライバーシリーズランキング3位。アジアンルマンシリーズ、ジネッタLMP3で第2戦富士スピードウェイにスポット参戦、クラス3位。ポルシェ・カレラカップ・ジャパン 岡山、鈴鹿のみスポット参戦。2017ミシュランルマンカップシリーズにチームTKS ジネッタLMP3で出場、10位（50台中）。
- 2018ミシュランルマンカップシリーズにチームTKS、マシンはジネッタLMP3で出場。6月のルマンを最後に4輪の活動を休止。
- 2019年 モトクロス九州選手権に出場中

## 映画・ビデオ
- スケバン刑事 コードネーム=麻宮サキ - スタント
- ALARM (安室奈美恵の曲) - スタント
- 片山敬済バイクライディングの真髄 オフロード編　／　オンロード編 - 生徒役
- Vシネマ Zero WOMAN R 警視庁0課の女／欲望の代償-スタント
- Vシネマ スーパーモタード - スタント
- トヨタ i-REAL - スタント
- ヤマハ WR250X- スタント
- 宇宙戦隊NOIZ-モトクロススタント
- ヤマハ YZF-R25- スタント (2015年)
- パナソニック4Kカメラコーダー AG-DVX200-ライダー  (2015年)

## TV
- TOYZ 4 MEN CSフジテレビone - レギュラー出演
- JUICE TV+ - 出演
- 風 - スタント

## イベント
- MULTIPLEX - エクストリームスタントショー、スーパーモタードショー
- GAMES TOKYO - スーパーモタードショー
- ヤマハ アセアンカップ in タイ　- スーパーモタードショー
- ヤマハ YZF-R15セレモニー in インド - スーパーモタードショー

## 公式サイト
- 佐野新世オフィシャルウェブサイト
- MOTO AVANTI